# Hähnen (Eckenhagen)
Hähnen (bei Eckenhagen) ist ein Ort von insgesamt 106 Ortschaften der Gemeinde Reichshof im Oberbergischen Kreis im nordrhein-westfälischen Regierungsbezirk Köln in Deutschland.

## Lage und Beschreibung
Der Ort liegt nördlich der Wiehltalsperre, die nächstgelegenen Zentren sind Gummersbach (27 km nordwestlich), Köln (64 km westlich) und Siegen (36 km südöstlich).
| Bevölkerungsentwicklung | Bevölkerungsentwicklung |
| Jahr                    | Einwohner               |
| ----------------------- | ----------------------- |
| 1991                    | 12                      |
| 2005                    | 13                      |
| 2006                    | 12                      |
| 2008                    | 13                      |
| 2017                    | 8                       |
| 2018                    | 14                      |
| 2019                    | 14                      |

## Sport
In der Nähe des Ortes befindet sich das Wintersportgebiet von Eckenhagen-Blockhaus.